# António Francisco Jacques de Magalhães
António Francisco Jacques de Magalhães (Lisboa, Campo Grande, 25 de maio de 1793 — 19 de agosto de 1880), 5.º Visconde de Fonte Arcada, foi um nobre, militar e político português do século XIX.

## Biografia

Bandeira liberal Portuguesa (1834-1910) em uso durante a monarquia constitucional.

António Francisco Jacques de Magalhães viveu na época dos primeiros movimentos liberais em Portugal que conduziram à queda do Antigo Regime, participou na guerra civil e na instauração da monarquia constitucional, onde veio a assumir papel de relevo.
Usou a partir de 1822 os títulos de visconde de Fonte Arcada, de 6.º alcaide mor de Castelo Rodrigo e de 10.º senhor do morgado da Bordeira, afirmando-se sempre como um liberal convicto, dedicando-se à  causa liberal tanto no plano militar como político.
Em 1826 aderiu à Carta Constitucional e foi deputado cartista nas cortes gerais extraordinárias e constituintes da nação portuguesa, até 1828. Por essa altura, isto é, até ao início da guerra civil (1828-1834), foi coronel das milícias liberais dos regimentos de Torres Vedras, acabando por ser demitido do exército em 1828.
Em 1833 regressou ao exército liberal como comandante do 6.º batalhão nacional fixo e do 3.º batalhão provisório, e a 14 de Setembro desse ano distinguiu-se em combate em Lisboa.

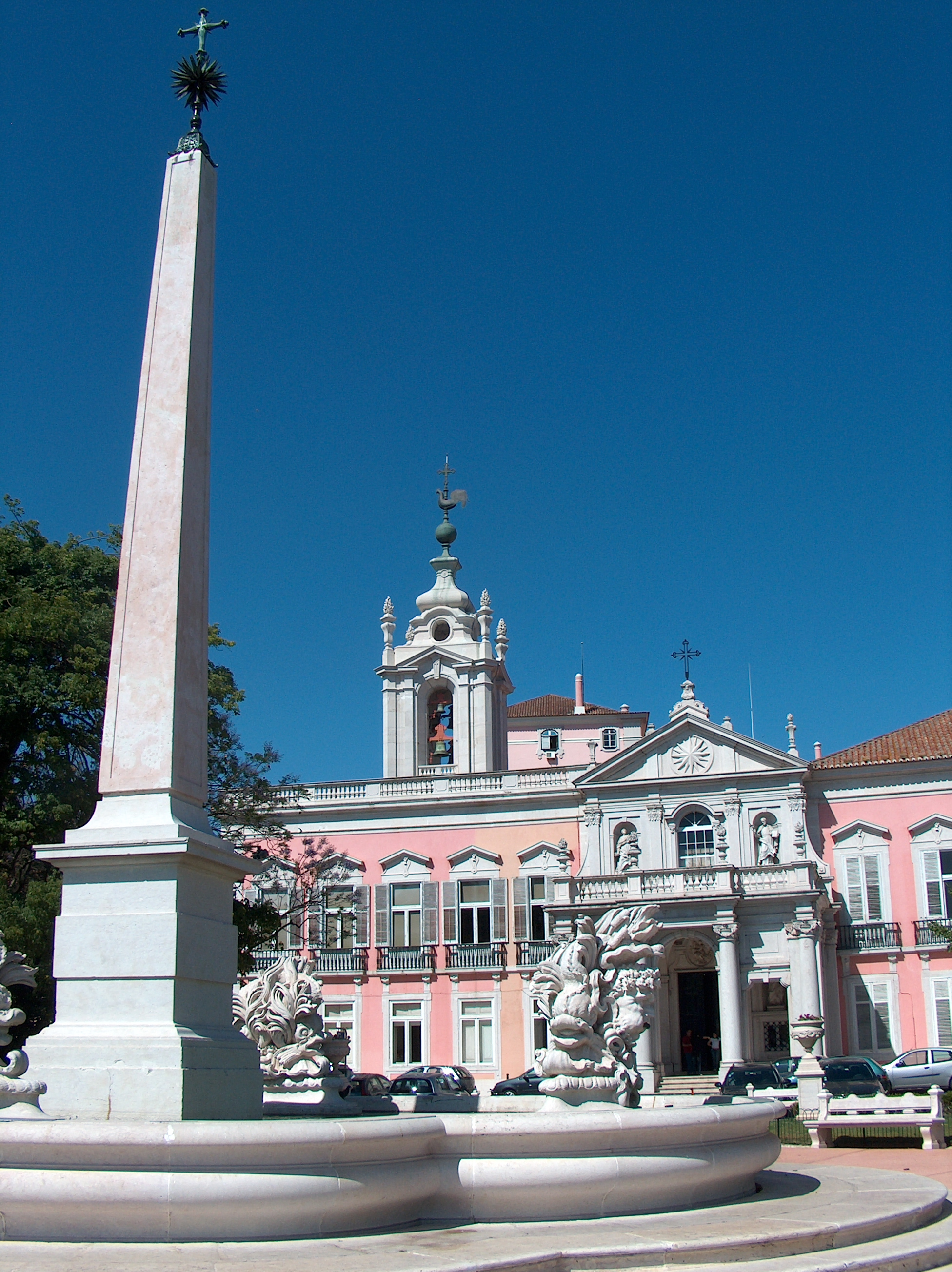
Palácio das Necessidades, onde se reuniu desde 1820 a assembleia constitucional

 Em 1834, terminada a guerra civil, foi eleito deputado pela Estremadura. e em 1835 foi feito par do Reino
Em 1838, na segunda metade do Setembrismo (1836-1840), foi eleito deputado por Alenquer, assinalando-se a sua presença nas Cortes Gerais que decretaram a nova Constituição que foi jurada pela rainha D. Maria II. e assumiu as funções de governador civil do distrito de Leiria.
Entre 1840 e 1843 foi presidente da Câmara de Marciana, retomando, entretanto em 1842, o pariato.
Nos primeiros anos da Regeneração integrou o «Partido Nacional» Progressista anticabralista,  cuja comissão central era presidida pelo 2.º marquês de Loulé. Em Dezembro de 1850, António Francisco Jacques de Magalhães era o representante deste partido na subcomissão de Braga.
Após a cisão partidária resultante da dissolução parlamentar de Julho de 1852, o visconde de Fonte Arcada enveredou, com outros companheiros, pela «dissidência progressista histórica» e no Verão de 1854 organizou com eles o Partido Histórico, ligado ao novo governo do marquês de Loulé. Em 1856 foi um dos seis vice-presidentes do novo partido.
Na sessão da Câmara dos Pares de 10 de Fevereiro de 1857, António Francisco Jacques de Magalhães, dando voz a uma minoria de pares que se arvoravam juntamente com ele em paladinos do direito público à informação dos trabalhos parlamentares do pariato, fez-se notar pelo discurso que proferiu, advogando a necessidade de «uma publicação que consagrasse para a história o papel desempenhado pela Câmara dos Pares», para o que propunha «a adopção do mesmo modelo de publicação das sessões que vigorava na Câmara dos Deputados.» Mas o visconde de Fonte Arcada não veio a obter daí os resultados esperados.
Era conhecida a sua preocupação relativamente ao estado da agricultura em Portugal e, em Março de 1856, enquanto se afirmava como figura proeminente no Partido Histórico, ainda na sua fase embrionária, apresentou um sentido discurso sobre a crise agrícola portuguesa. Isso explica a sua simpatia pelo associativismo agrícola. Em 25 de Março de 1860, António Francisco Jacques de Magalhães reuniu com mais de noventa agricultores numa sala da Companhia das Lezírias, manifestando aí, juntamente com outros, poucos, liberais convictos, a sua disponibilidade para os ajudar na criação da nova Sociedade Central da Agricultura.
Durante o Fontismo (1869-1890) António Francisco Jacques de Magalhães parecia manter ainda a sua energia do político de outros tempos, pois desde 19 de Março de 1878 que foi um dos pares mais empenhados na polémica discussão do projecto de reforma do pariato, no sentido de que este viesse a readquirir o seu prestígio, posto que o sistema da Câmara dos Pares havia sido acusado de ter caído na promiscuidade, pelo facto de os pares serem «filhos das afeições dos ministros» e não serem de eleição popular. O visconde de Fonte Arcada concordava com a opinião corrente de que a câmara carecia de reforma, e logo apresentou a sua proposta de que em vez de se reformar o pariato, a solução devia passar pela promulgação de uma lei de incompatibilidades, «a única forma de se libertar o sistema da promiscuidade que o afectava». O problema  iria arrastar-se-ia ainda por muitos anos até à falência da instituição, mas a verdade é que, no imediato, o projecto em discussão recebeu 46 votos a favor e 10 contra e baixou à Câmara dos Deputados.
Além de militar e de político, António Francisco Jacques de Magalhães foi também um homem dado às letras. Em 1869 havia publicado as Vozes leaes ao povo portuguez, obra que se encontra guardada na Biblioteca Martins de Carvalho, e em 1886 foram publicadas pela imprensa nacional de Lisboa as suas Poesias inéditas, «coligidas e mandadas imprimir em homenagem à sua memória por sua viúva, a viscondessa Maria Isabel Raposo de Sousa d’Alte Espargosa» e reimpressas as Vozes leaes.

## Genealogia
Nasceu a 25 de Maio de 1793 no Campo Grande, em Lisboa, sendo o primeiro filho de João António Jacques de Magalhães e de D. Maria Bárbara de Figueiredo Cabral da Camara. O pai foi 5.º alcaide mor de Castelo Rodrigo, 9.º senhor do morgado da Bordeira, no termo de Lagos, comendador da Ordem de Cristo e das ordenanças da corte e, tendo falecido a 2 de Novembro de 1822, deixou-lhe o título de visconde de Fonte Arcada. António Francisco Jacques de Magalhães descendia da linhagem dos Jacques de Magalhães, cujo primeiro representante foi Gillen Jacques, fidalgo aragonês que entrou em Portugal no século XIV e se estabeleceu no Algarve, recebendo aí mercês de D. Afonso V. 
O neto daquele, Pedro Jacques, foi fidalgo da casa real, pertenceu ao conselho real de D. Afonso V, com o qual esteve na batalha de Toro e do qual recebeu por mercê as comendas de Bouças e do paul da Bordeira instituindo aqui morgado, e  o bisneto, Henrique Jacques, também fidalgo da casa real, alferes mor da ordem de Cristo e capitão-mor da armada no Algarve. 
À mesma linhagem pertenceram ainda o seu tetravô, Pedro Jacques de Magalhães, um dos heróis militares portugueses da guerra da Restauração, distinguido com o título de 1.º visconde de Fonte Arcada e o seu trisavô, Henrique Jacques de Magalhães, que seguiu as pisadas daquele e veio a ser capitão general e governador de Angola e o seu bisavô, João Jacques de Magalhães, que foi também grande militar no reino e no ultramar.
Pelo lado do mesmo João Jacques de Magalhães descendia também de outra família de origem castelhana, a dos senhores de Tovar, uma família que surgiu em Portugal no século XIII,e que foi também detentora dos senhorios de Cevico e Boca de Huérgano, em Leão e Castela, tendo-se nela destacado, por mais recente memória, o navegador e explorador Sancho de Tovar e seu neto e homónimo, Sancho de Tovar, copeiro-mor de D. Sebastião.
Também descendia, por sua tetravó, Lourença Henriques, da  família dos Guerra Lobo que foram fidalgos da Casa Real e, através de sua, trisavó paterna, Luísa Freire de Andrade descendia dos Freires de Andrade que foram também fidalgos da casa real e cuja linhagem remonta a Fernão Peres de Andrada que viveu nos finais do século XIV.
Do lado de sua avó paterna, D. Antónia Mariana de Noronha descendia dos condes de Arcos, de que seu bisavô foi o 5.º titular do condado.
Pelo lado do seu avô materno, D. Pedro de Figueiredo Cabral da Câmara, descendia dos condes de Vila Franca e da Ribeira Grande que foram também capitães donatários da ilha de São Miguel, nos Açores e pertenceu a esta família seu bisavô, D. José Rodrigo da Câmara que foi presidente do senado da câmara de Lisboa.
Pela parte da sua avó materna, D. Mariana de Meneses, descendia dos senhores dos morgados da Patameira e Torre da Caparica.
Do seu casamento com Maria Isabel Raposo de Sousa d'Alte Espargosa não houve filhos.
António Francisco Jacques de Magalhães faleceu no dia 19 de Agosto de 1880 sem descendência, extinguindo-se com ele o título de visconde de Fonte Arcada.